# Transilvania International Film Festival

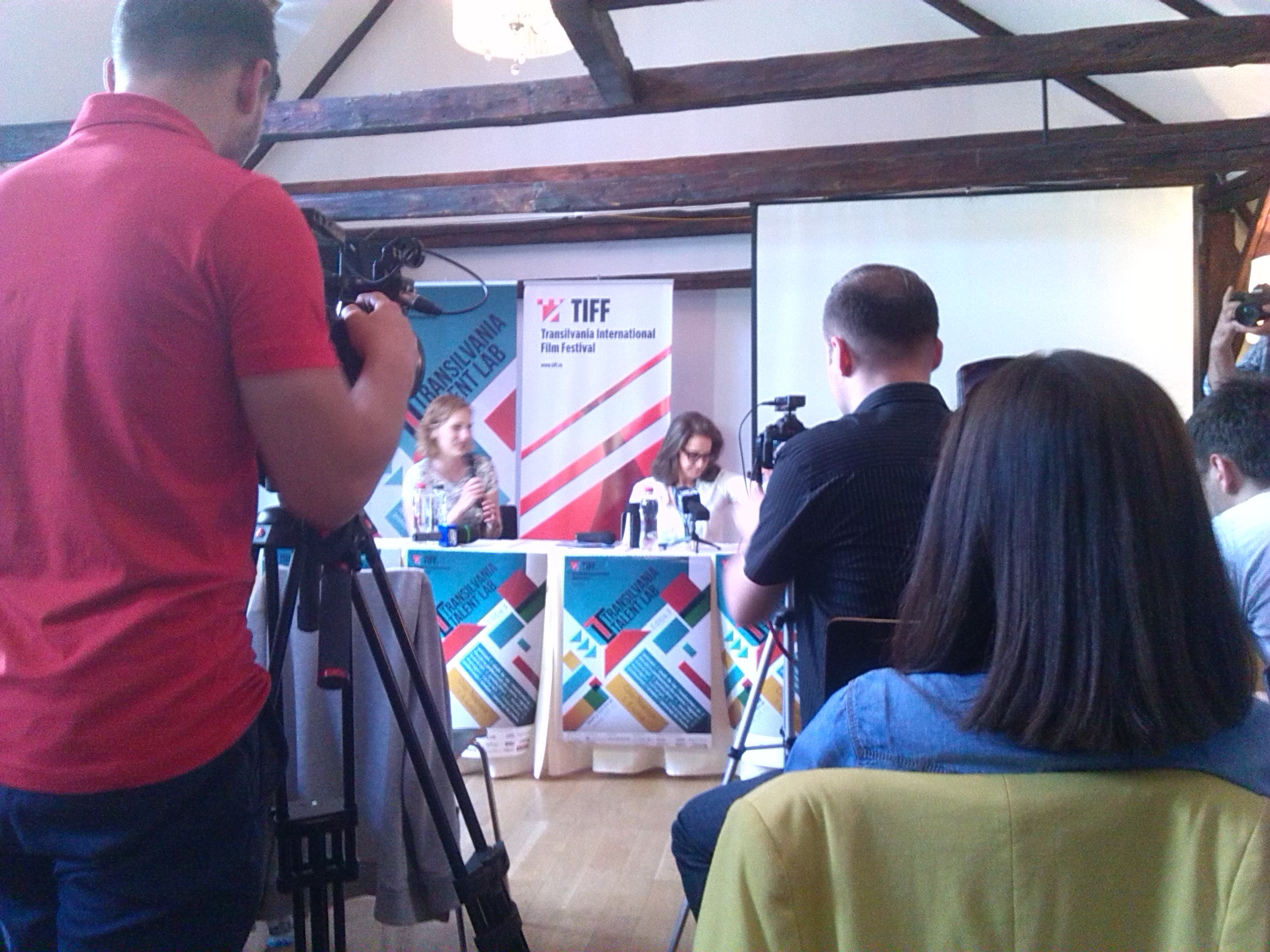
Debra Winger a 2014-es TIFF-en

A Transilvania International Film Festival (TIFF), román nyelven Festivalul internațional de film Transilvania, Románia első nemzetközi filmfesztiválja, melyet 2002 óta minden évben május végén, június elején rendeznek meg Kolozsváron.

## Története
- 2002 – Első alkalommal kerül bemutatásra a rendezvénysorozat, és hamar kinőtte magát Románia legfontosabb filmfesztiváljává.
- 2004 – Premierként először rendeznek a rendezvénysor keretén belül szabadtéri filmvetítést a Babeș–Bolyai Tudományegyetem udvarán.
- 2007 – Először zajlik két városban a fesztivál, Kolozsvár mellett a másik helyszín Nagyszeben, annak tiszteletére, hogy abban az évben Európa kulturális fővárosa volt Nagyszeben.
- 2011 – A FIAPF a világ 40 legfontosabb filmfesztiválja közé sorolja.

## Díjak
A legjobb filmnek járó fődíj (Transilvania díj) mellett díjat kap a legjobb rendező, legjobb színész, legjobb forgatókönyv. További elismerések a zsüri különdíja, a FIPRESCI-díj, a közönségdíj, az életmű-díjak.

### Transilvania díj
A versenyben szereplő legjobb filmet a Transilvania díjjal tüntetik ki. A díjjal járó trófea, Teo Mureşan alkotása, egy kettéhasított tornyot ábrázol. A 2019-es kiírás szerint a díj összege 15 000 euró, melynek felét a rendező, felét a producer kapja.
A fesztivál története során az alábbi filmek nyerték el a díjat:
| Év   | Román nevezési cím              | Magyar cím            | Rendező                           | Ország             |
| ---- | ------------------------------- | --------------------- | --------------------------------- | ------------------ |
| 2002 | Occident                        | Nyugat                | Cristian Mungiu                   | ROM                |
| 2003 | Nói, albinosul                  | Nói, az albinó        | Dagur Kari                        | ISL                |
| 2004 | Zilele lui Santiago             | Santiago napjai       | Josue Mendez                      | PER                |
| 2005 | 4                               | Négy                  | Ilja Hrzsanovszkij                | RUS                |
| 2005 | Whisky                          | Whisky                | Juan Pablo Rebella és Pablo Stoll | URU/ ARG/ GER/ ESP |
| 2006 | A fost sau n-a fost?            | Forradalmárok         | Corneliu Porumboiu                | ROM                |
| 2007 | Familia sfântă                  |                       | Sebastian Campos                  | CHI                |
| 2008 | Shakespeare colț cu Victor Hugo |                       | Yulene Olaizola                   | MEX                |
| 2009 | Nord                            | Észak                 | Rune Denstad Langlo               | NOR                |
| 2009 | Polițist, adjectiv              | Rendészet, nyelvészet | Corneliu Porumboiu                | ROU                |
| 2010 | Poveste anodină                 |                       | Anocha Suwichakornpong            | THA                |
| 2011 | Sin Retorno                     |                       | Miguel Cohan                      | ARG/ ESP           |
| 2012 | Oslo, August 31                 | Oslo, augusztus       | Joachim Trier                     | NOR                |
| 2013 | Corabia lui Tezeu               | Thészeusz hajója      | Anand Gandhi                      | IND                |
| 2014 | Stockholm                       | Stockholm             | Rodrigo Sorogoyen                 | ESP                |
| 2015 | El incendio                     |                       | Juan Schnitman                    | ARG                |
| 2016 | Câini                           | Kutyák                | Bogdan Mirică                     | ROU, FRA, BUL, QAT |
| 2017 | Familia mea fericită            | Az én boldog családom | Nana Ekvtimishvili és Simon Gross | Grúzia             |
| 2018 | Moştenitoarele                  |                       | Marcelo Martinessi                | PAR                |

## Életműdíjak
A magyarországi illetve a romániai magyar sajtó egyaránt életműdíjnak nevezi a "kiválósági díjat" (Premiul de Excelenţă pentru întreaga carieră, egyes években csak Premiul de Excelenţă), illetve a művészek teljes pályafutását jutalmazó díjat (Premiul pentru întreaga carieră). Az alábbi listában ezek összevontan szerepelnek.
- 2004: Victor Rebengiuc[6][21]
- 2005: Gheorghe Dinică, Annie Girardot[7][22]
- 2006: Ștefan Iordache, Vanessa Redgrave[8]
- 2007: Franco Nero, Irina Petrescu, Nicolas Roeg[9]
- 2008: Radu Beligan, Tamara Buciuceanu-Botez, Catherine Deneuve[10]
- 2009: Mircea Albulescu, Claudia Cardinale, Florin Piersic, Dan Pița[23][24]
- 2010: Liviu Ciulei, Dorina Lazăr, Wim Wenders[12][25]
- 2011: Jacqueline Bisset, George Motoi, Lucian Pintilie, Michele Placido, Michael York[13][26]
- 2012: Ion Caramitru, Geraldine Chaplin, Iosif Demian, Claude Lelouch, Helmut Sturmer, Törőcsik Mari[27][28]
- 2013: Adrian Enescu, Stephen Frears, Luminița Gheorghiu, Jiří Menzel[29][30]
- 2014: Debra Winger, Florin Zamfirescu, Krzysztof Zanussi[31][32]
- 2015: Richard Johnson, Nastassja Kinski, Marin Moraru[17][33]
- 2016: Carmen Galin, Sophia Loren, Orosz Lujza[18][34]
- 2017: Violeta Andrei, Alain Delon, Tora Vasilescu[35][36]
- 2018: Fanny Ardant, Mészáros Márta, Dan Nuțu Szabó István, Széles Anna[37][38]
- 2019: Nicolas Cage[39]